# Kanaal Almelo-De Haandrik
Het Kanaal Almelo-De Haandrik is een zijtak van het Overijssels Kanaal en sluit hier ter hoogte van Vroomshoop op aan.

## Geschiedenis
Het is gegraven in het midden van de 19e eeuw met als doel de Overijsselse Kanalen van water te voorzien. Voor de ontwikkeling van de aangrenzende veengebieden is het tevens van grote betekenis geweest. De turf uit de veengebieden kon nu gemakkelijk met schepen afgevoerd worden naar elders.
Er zijn veel wijzigingen aangebracht in het oorspronkelijke plan en zowel het tracé alsook de vaardiepte is in overleg met de verveners tot stand gekomen. In 1856 was het graafwerk gereed.
De zijtak van het Twentekanaal naar Almelo (opening in 1938) werd in 1953 doorgetrokken van de buitenhaven (waar nu de Wierdense brug ligt) naar het Overijssels Kanaal. Dit bevorderde de scheepvaart op het traject Almelo-Coevorden. In 1965 werd dit traject daarom verdiept.
De havenkom in Almelo werd in 1953 gedempt gevolgd door een deel van het kanaal tot aan de Egbert ten Gorterstraat in de jaren 60. In 2020 werd dit grotendeels weer ongedaan gemaakt en loopt het water weer tot aan het Marktplein.
In de jaren tachtig en negentig werd het kanaal verbeterd. In Aadorp werd in 1987 een nieuwe sluis gebouwd en zijn de bruggen vernieuwd.

### Verzakkingen
Tussen 2011 en 2016 werd het kanaal uitgebaggerd om het geschikt te maken voor schepen tot 700 ton. Na de werkzaamheden lekte water uit het kanaal onder de naastgelegen gebouwen, waardoor 400 woningen, voornamelijk in Geerdijk en Vroomshoop beschadigd raakten. Een andere verklaring zou zijn dat het intrillen van de damwanden de schade heeft veroorzaakt. Onderzoek van Deltares zou juist uitwijzen dat de schade aan gebouwen geen verband heeft met de werkzaamheden.
Zo'n 400 huishoudens kampen met woningschade, veel huizen zijn gestut, een aantal huizen raakte onbewoonbaar. De provincie Overijssel erkent dat de werkzaamheden hebben bijgedragen aan de problemen en heeft een schaderegeling opgezet, de schadeafwikkeling verloopt echter moeizaam. Voormalig staatssecretaris Mona Keijzer is aangesteld om te bemiddelen in het kanaalconflict.

## Aansluitende kanalen
In Almelo begint het Kanaal Almelo-Nordhorn en eindigt het Twentekanaal in het Kanaal Almelo-De Haandrik. Via het Twentekanaal is er een verbinding met de grote rivieren van Nederland en de zeehavens in het westen.
Bij Daarlerveen is er een aansluiting op het voor de scheepvaart in 1971 gesloten Veenkanaal en bij Vroomshoop op het in 1964 gesloten Overijssels Kanaal.
Bij De Haandrik mondt het kanaal uit in de Overijsselse Vecht en sluit via een dubbel sluizencomplex aan op het Coevorden-Vechtkanaal. Schepen kunnen na het passeren van de Vecht op Drents gebied via het Coevorden-Vechtkanaal verder richting Coevorden.

## Gebruik
Het kanaalgedeelte van Almelo via Vroomshoop naar De Haandrik is een druk bevaren route, in tegenstelling tot het gedeelte van het Overijssels Kanaal naar Zwolle dat sinds 1964 vanaf Vroomshoop niet meer bevaarbaar is. De belangrijkste plaatsen aan het kanaal zijn Vroomshoop, Mariënberg, Bergentheim, Hardenberg, Gramsbergen en Coevorden (door middel van het Coevorden-Vechtkanaal).

## Sluizen
In het kanaal liggen twee sluizen:
- Sluis Aadorp. Hier is aansluiting op het Twentekanaal.
- Sluis De Haandrik. Hier eindigt het kanaal in de Vecht en kunnen schepen doorvaren via het Coevorden-Vechtkanaal naar Coevorden. Bij hoog water in de Vecht worden de sluizen gesloten om te voorkomen dat het gebied tussen Almelo en Vroomshoop onder water zou komen te staan, bij een lage waterstand in de Vecht blijven de sluisdeuren dicht om te voorkomen dat het kanaal erin leeg loopt.

## Bruggen
Over het kanaal liggen, van Almelo naar De Haandrik, de volgende bruggen:
| Naam                       | Soort                                  | Traject                                          | Afbeelding |
| -------------------------- | -------------------------------------- | ------------------------------------------------ | ---------- |
| ?                          | liggerbrug (fiets- en voetgangersbrug) | Almelo-Centrum (Klara Zetkinstraat)              |            |
| Stadhuisbrug               | liggerbrug (fiets- en voetgangersbrug) | Almelo-Centrum (Joke Smitstraat)                 |            |
| Egbert Gorterbrug          | liggerbrug                             | Almelo-Centrum (Egbert Gorterstraat)             |            |
| Javabrug                   | basculebrug                            | Almelo-Centrum (Stationsstraat)                  |            |
| Eilandbrug                 | hefbrug                                | Aalderinkshoek - Haghoek (Aalderinkssingel)      |            |
| Dollegoorbrug              | basculebrug                            | Wierdensehoek - Schelfhorst (Schuilenburgsingel) |            |
| Brug Aadorp                | basculebrug                            | Aadorp-Oost - Aadorp-West (Bruglaan)             |            |
| Aadorp                     | liggerbrug                             | Wierden - Witte Paal                             |            |
| Brug Westeinde             | ophaalbrug                             | Vriezenveen - Hoge Hexel (Westeinde)             |            |
| Brug Daarlerveen           | ophaalbrug                             | Daarlerveen - Daarle (Spoorstraat)               |            |
| Grote Puntbrug             | ophaalbrug                             | Vroomshoop - Westerhaar (Europasingel)           |            |
| Tonnendijkbrug             | ophaalbrug                             | Ommen - Kloosterhaar (Tonnendijk)                |            |
| Geerdijkbrug               | ophaalbrug                             | Geerdijk - Den Ham (Geerdijk)                    |            |
| Beerzerbrug                | ophaalbrug                             | Beerzerveld (Stenendijk)                         |            |
| Brug Beerzerveld           | liggerbrug                             | Wierden - Witte Paal (Twentseweg)                |            |
| Kloosterdijkbrug           | ophaalbrug                             | Mariënberg - Sibculo (Kloosterdijk)              |            |
| Gouden Ploegbrug           | draaibrug                              | Gouden Ploeg - Oud-Bergentheim (Eerste Elsweg)   |            |
| Brug Bergentheim           | ophaalbrug                             | Bergentheim (Van Roijensweg)                     |            |
| Bergentheim                | liggerbrug                             | Oldenzaal - Slagharen (Twenteweg)                |            |
| Bruchterveld               | liggerbrug                             | Hardenberg - Bruchterveld (Duitslandweg)         |            |
| Emtenbroekerdijkbrug       | ophaalbrug                             | Hardenberg - Moscou (Emtenbroekerdijk)           |            |
| Hoogenwegbrug              | ophaalbrug                             | Hardenberg - Hoogenweg (Hoogenweg)               |            |
| Hoge brug Westeindigerdijk | liggerbrug                             | Hardenberg - Radewijk (Westeindigerdijk)         |            |
| Loozenbrug                 | ophaalbrug                             | Loozen - Radewijk (Schooldijk)                   |            |
| Steensteegbrug             | ophaalbrug                             | Gramsbergen - Holtheme (De Oostermaat)           |            |
| Sluis De Haandrik          | ophaalbrug                             | De Haandrik - Gramsbergen (Coevorderweg)         |            |